# Craig (Alasca)
Craig é uma cidade localizada no estado americano de Alasca, no Prince of Wales-Outer Ketchikan Census Area.

## Demografia
Segundo o censo americano de 2000, a sua população era de 1397 habitantes.
Em 2006, foi estimada uma população de 1209, um decréscimo de 188 (-13.5%).

## Geografia
De acordo com o United States Census Bureau, a localidade tem uma área de 24,3 km², dos quais 17,3 km² cobertos por terra e 7,0 km² cobertos por água.

## Localidades na vizinhança
O diagrama seguinte representa as localidades num raio de 48 km ao redor de Craig.